# Liste de points extrêmes des Pays-Bas
Voici une liste de points extrêmes des Pays-Bas.

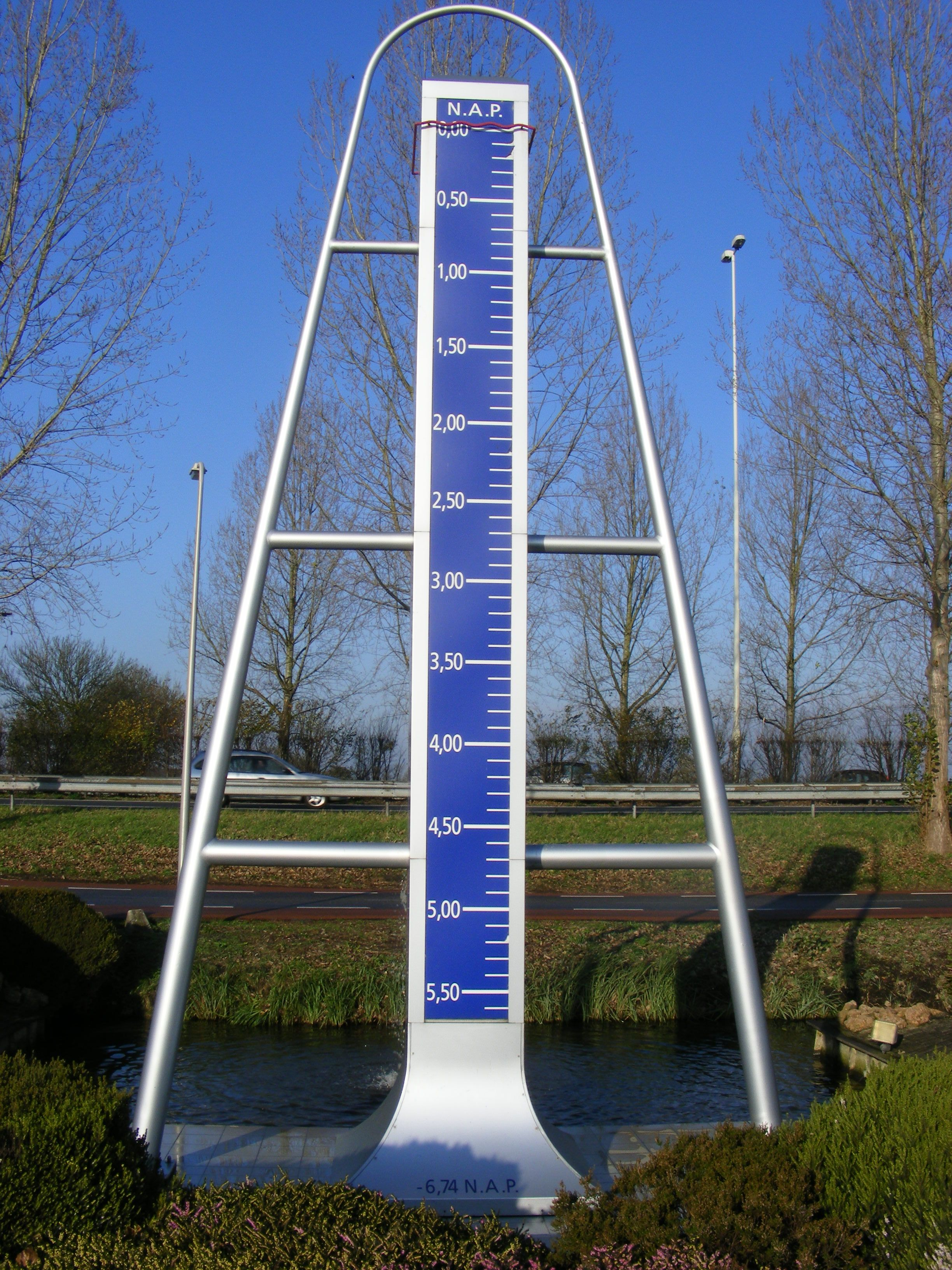
Monument marquant l'endroit le plus bas des Pays-Bas : -6,76 m (Zuidplaspolder, ,)

## Latitude et longitude

### Continent
- Nord : Roodeschool, Groningue (53° 25′ N, 6° 46′ E)
- Sud : borne frontière 12, près de Kuttingen, Limbourg (50° 44′ N, 5° 57′ E)
- Ouest : Sint Anna ter Muiden, Zélande (51° 19′ N, 3° 22′ E)
- Est : Bad Nieuweschans, Groningue (53° 10′ 49″ N, 7° 13′ 38″ E)

### Territoire européen
- Nord : Rottumerplaat, Groningue (53° 33′ N, 6° 28′ E)
- Sud : borne frontière 12, près de Kuttingen, Limbourg
- Ouest : Sint Anna ter Muiden, Zélande
- Est : Bad Nieuweschans, Groningue

### Totalité du territoire
- Nord : Rottumerplaat, Groningue
- Sud : Klein Curaçao, Antilles néerlandaises (11° 58′ N, 68° 39′ O)
- Ouest : Aruba (12° 33′ N, 70° 03′ O)
- Est : Bad Nieuweschans, Groningue

## Altitude
- Maximale : Vaalserberg, Limbourg, 322,7 m (50° 45′ N, 6° 01′ E)
- Minimale : Zuidplaspolder, Hollande-Méridionale, -6,76 m (51° 59′ 13″ N, 4° 38′ 09″ E[2],[3])